# Montréal-la-Cluse
Montréal-la-Cluse es una comuna francesa del departamento de Ain, en la región de Auvernia-Ródano-Alpes.

## Demografía
| 1 202 | 1 404 | 1 640 | 1 926 | 2 560 | 3 042 | 3 496 | 3 652 | 3 534 | 3 410 |
| Para los censos de 1962 a 1999 la población legal corresponde a la población sin duplicidades (Fuente: INSEE [Consultar]) |       |       |       |       |       |       |       |       |       |